# 지구인 (드라마)
《지구인》은 대한민국의 KBS 2TV에서 방송됐던 미니 시리즈로 2인조 카빈 강도 사건에 모티브로 만든 드라마이며, 동명 소설을 원작으로 한다.

## 제작진
- 극본 : 지상학
- 연출 : 이민홍

## 캐스트
- 임성민(이종대), (아역 : 임수택)
- 정승호(문도석)
- 선우재덕(이종세), (아역 : 정진강 -> 임창정)
- 곽경환, 김도연, 김보미, 김형진, 문정혜, 문혁, 박건식, 박예숙, 신원균, 양형호, 윤덕용, 원미원, 이동주, 이종남, 이필훈, 이한수, 이한승, 이희연, 임선택, 장행섭, 전무송, 정하영, 조명남, 차유경, 최상규, 최성웅, 최용욱, 최용팔